# Kanton Le Mans-Nord-Campagne
Der Kanton Le Mans-Nord-Campagne war bis 2015 ein französischer Wahlkreis im Arrondissement Le Mans, im Département Sarthe und in der Region Pays de la Loire; sein Hauptort war Le Mans. Vertreter im Generalrat des Départements war zuletzt von 1998 bis 2015 Christophe Rouillon (PS).

## Geografie
Der Kanton lag im Zentrum des Départements Sarthe. Er grenzte im Norden an den Kanton Ballon, im Osten an den Kanton Le Mans-Est-Campagne, im Südosten an den Kanton Le Mans-Nord-Ville, im Süden an den Kanton Le Mans-Centre und im Westen an den Kanton Le Mans-Nord-Ouest.

## Gemeinden
Der Kanton bestand aus den Vierteln Bellevue und Les Maillets der Stadt Le Mans (angegeben ist hier die Gesamteinwohnerzahl, im Kanton lebten etwa 9.000 Einwohner der Stadt auf 1,72 Quadratkilometern) und drei Gemeinden nördlich der Stadt.   
| Gemeinde            | Einwohner Jahr | Fläche km² | Bevölkerungsdichte | Code INSEE | Postleitzahl |
| ------------------- | -------------- | ---------- | ------------------ | ---------- | ------------ |
| Coulaines           | 7.577 (2013)   | 3,93       | 1928 Einw./km²     | 72095      | 72190        |
| Le Mans             | 144.244 (2013) | –          | – Einw./km²        | 72181      | 72000        |
| Neuville-sur-Sarthe | 2.362 (2013)   | 22,94      | 103 Einw./km²      | 72217      | 72190        |
| Saint-Pavace        | 1.943 (2013)   | 5,16       | 377 Einw./km²      | 72310      | 72190        |

## Geschichte
Der Kanton Le Mans-Nord-Campagne entstand bei der Neugliederung der Kantone in der Region Le Mans im Jahr 1982.
[[Kategorie:Ehemaliger Kanton im Département Sarthe<Lemansnordcampagne]]